# 海雲關
海雲關（越南语：／）是越南國道1號上的一個山口，位於承天順化省和岘港市的交界處。海雲關得名於這裡海上升起的霧降低了能見度。在歷史上，海雲關也是占城和大越的分界線。東漢將軍馬援所立的代表東漢南界的銅柱也可能位於海雲關 。海雲關也是越南南北之間的氣候分界線。對很多司機來說，海雲關附近的彎道駕駛難度很高。這附近還發生過兩次鐵路事故和一次空難。但隨著海雲隧道的開通，這裡的交通安全性和流量都有提高。
海雲關也以優美的風景而著稱。Top Gear主持人傑瑞米·克拉克森在2008年特別節目中稱這裡是世界最美的海岸公路。

## 外部連結
- Hai Van Pass